# Stoldo Altoviti
Stoldo Altoviti (... – 1392) è stato un diplomatico e politico italiano.

## Biografia
Fu ambasciatore di Firenze ad Avignone (1374-1376) da papa Gregorio XI e poi a Genova per missione diplomatica. Espulso in seguito al tumulto dei Ciompi (1378), fu reintegrato e si rese promotore di una lega tra Firenze, Pisa e Siena (1381). Fu infine ambasciatore presso la Repubblica di Lucca (1387) e a Roma (1389).